# Журавльов Павло Михайлович
Павло Журавльов (нар. 29 липня 1983 року, Саки, Українська РСР, СРСР) — український боксер- та кікбоксер-професіонал на прізвисько Кайман. Бере участь в турнірах K-1.
Павло є півфіналістом K-1 World Grand Prix 2012,чемпіоном світу 2016 року за версією FFC у ваговій категорії -95кг, переможцем турніру Legend 2013 у ваговій категорії 93 кг, переможцем фінального турніру Superkombat 2012, чемпіоном світу за версією W5 у ваговій категорії + 93, переможця світової серії KOK,триразовим чемпіоном світу за версією WBKF, дворазовим чемпіоном Європи з кікбоксингу, дворазовий чемпіон СНД з кікбоксингу, чемпіон СНД з тайського боксу.
Павло почав займатись спортом  з 13 років, а саме починав з карате і футболу. Згодом він закінчив музичну школу по класу баяну.

## Кар'єра
Єдиноборствами Павло почав займатися у віці 13 років: спочатку боксом, а потім кікбоксингом і муай-тай. У першій половині 2000-х років Журавльов досяг високих результатів в аматорському спорті, завоювавши бронзу на чемпіонаті світу з тайського боксу (2003), золото на кубку короля Таїланду (2004), чемпіонатах світу з кікбоксингу за версією WAKO (2003) та IAKSA (2005).
З 2005 року Павло почав активно виступати на професійному рингу. Протягом 4-х років він провів близько 50-ти поєдинків, виграв ряд титулів і увійшов до числа кращих бійців пострадянського простору, здобувши перемоги над такими суперниками, як Дмитро Антоненко, Олексій Кудін, Максим Неледва, Костянтин Глухів, Сергій Лащенко, Євген Ангалевич.

## Титули

### Аматорські титули
- 2011 Чемпіонат світу (тайський бокс) WMF  +91 кг
- 2005 Чемпіонат світу (фул-контакт з лоу-кіком) IAKSA  +91 кг
- 2004 Кубок короля Таїланду (тайський бокс)  86 кг
- 2003 Чемпіонат світу (фул-контакт з лоу-кіком) WAKO
- 2003 Чемпіонат світу (тайський бокс) IFMA  86 кг

### Професійні титули
- 2016 Чемпіон світу за версією FFC (-95кг)
- 2013 Переможець гран-прі Легенда (95 кг)
- 2012 Переможець гран-прі SuperKombat (+91 кг)
- 2010 Переможець гран-прі King of Kings (+93 кг)
- 2009 Чемпіон світу з кікбоксингу (До-1) за версією W5 (96 кг)
- 2009 Чемпіон світу з кікбоксингу (фул-контакт з лоу-кіком) світова версія W5 (96 кг)
- 2008 Чемпіон світу з кікбоксингу за версією WBKF (+93 кг)
- 2008 Переможець турніру Честь Воїна-2 (+86 кг)
- 2006 Переможець турніру Честь Воїна-1 (+86 кг)

## Особисте життя
Одружений. Виховує донечку. 